# Rhynchospora cabecarae
Rhynchospora cabecarae är en halvgräsart som beskrevs av Gómez-laur. Rhynchospora cabecarae ingår i släktet småag, och familjen halvgräs.
Artens utbredningsområde är Costa Rica. Inga underarter finns listade i Catalogue of Life.